# Adana (raga)
Adana is een Indiase raga. Deze raga wordt ook wel Adana Kanada genoemd. Het is de meest bekende raga uit de Kanada groep. De Adana is symbolisch verbonden met de late avond (tussen 00.00 en 03.00 uur).
Adana heette aanvankelijk Āḍḍānā, en was een belangrijke raga in de 17e-eeuwse Indiase muziek. Het was een combinatie van de Malhar en Kanada raga. In een ragamala uit Mewar wordt de Adana afgeschilderd als een ascetische man die op een tijgervel zit. Echter Somanatha beschrijft hem als Kama, de god van de liefde. Zijn Adana was dan ook behoorlijk verschillend van de raga zoals deze heden ten dage wordt uitgevoerd.

## Aroha en Avaroha
Arohana (de stijgende vorm van de ladder)

S R M P n P M P n S' is nogal klein

S R g M P n P S'

Avarohana (de dalende vorm van de ladder)

S' d n P g M R s

## Opname
- Fateh Ali Khan, Music Today Cassette A94015, Madyalaya en Drut Tintal, "Chalā kahun chhailā"